# 利根 (重巡洋艦)
利根（とね）は、大日本帝国海軍の重巡洋艦。利根型重巡洋艦（二等巡洋艦利根型）の1番艦。その艦名は二等巡洋艦の命名慣例に従い、関東地方を流れる利根川からちなんで名づけられた。この名を持つ帝国海軍の艦船としては4隻目。艦前部に主砲塔4基を集中し後部を飛行機発進甲板・水上偵察機待機所とした、第二次世界大戦当時としては珍しい艦型である。艦内神社は香取神宮である。艦名は海上自衛隊のあぶくま型護衛艦「とね」に継承された。

## 概要
重巡洋艦であるにもかかわらず河川名が付けられた理由は最上型重巡洋艦（当初は軽巡洋艦であり、改装後も書類上は二等巡洋艦）5番艦として計画されたためである。後に再設計により重巡洋艦となるが艦名はそのまま使用された。
最初の計画では、最上型と同じ15.5cm砲を装備するいわゆる条約型として1934年（昭和9年）12月1日に起工した。諸外国に通知した時の数値は、基準排水量8,636トン、水線全長187.21mである。しかし友鶴事件や第四艦隊事件の教訓によって計画を変更した。20.3cm主砲2連装4基8門を艦首に集中配置することによって艦尾を空け、水上偵察機搭載能力を増した独特のシルエットを持つ1万t級の重巡洋艦として就役する。艦橋が中央部にあるため、舵を取る時の感度は抜群で操艦しやすい艦だったと伝えられている。

## 艦歴

### 開戦前
利根型は②計画（第二次補充計画）に基づく巡洋艦の整備計画で建造が決まった。利根は1934年（昭和9年）12月1日、三菱重工業長崎造船所で起工した。同日、利根と命名。艦艇類別等級表に利根型が新設された。
1937年（昭和12年）11月21日に進水、1938年（昭和13年）11月20日に竣工し、横須賀鎮守府籍となった。
1939年（昭和14年）5月20日に筑摩が竣工し、同日附で利根と筑摩で第六戦隊を編制した。
7月下旬、第六戦隊は舞鶴港に初入港。舞鶴に帰港するときは、艦載機を栗田水上機基地に預けることになった。
11月15日、利根と筑摩は第八戦隊となった。
12月1日、利根と筑摩は舞鶴鎮守府に転籍した。利根と筑摩は舞鶴市民に親しみのある軍艦となった。『舞鶴戦艦、利根、筑摩』の俗称もあったという。
1940年（昭和15年）9月17日、利根は呉を出撃し、21日に海南島三亜港に到着した。22日、IC作戦が発動され、重巡鳥海、第二航空戦隊（空母蒼龍、空母飛龍）、第一駆逐隊、第四駆逐隊、舞鶴第一特別陸戦隊、神川丸と共に北部仏印進駐の支援を行った。第八戦隊は船団護衛、上空哨戒任務に従事し、この任務が利根と筑摩の最初の作戦行動となった。9月29日に帰還命令が下り、10月6日に日本へ戻った。
10月11日の紀元二千六百年記念行事で筑摩と共に観艦式に参列した。12月、航空機定数が三座水偵（零式水上偵察機）1機、二座水偵（九五式水上偵察機）3機に変更された。
- 「戦藻録」を残した宇垣纏が1941年（昭和16年）4月～7月にかけ第八戦隊司令官に就任し、利根を旗艦とした。宇垣は戦藻録に『餘が最も眞劍に且最も愉快に指揮統率せし戦隊』と記し、真珠湾攻撃から帰還した際は『よくぞ偉勲を奏して目出度帰着せる子供の凱旋を迎ふる親心なるべし』と喜んでいる[27]。

8月1日、第八戦隊司令官は阿部弘毅少将となった。9月1日からドック入りし補修と点検を行った。9月22日に舞鶴を出港、9月26日に宿毛湾へ入った。水偵隊は遠距離索敵や夜間緩降下爆撃の訓練に従事した。
10月25日、第八戦隊は第一特別行動部隊に編入され、真珠湾攻撃に向けて第一航空艦隊と行動することになった。11月3日、第一航空艦隊は有明湾に集合した。11月10-13日、呉軍港で燃料補給、弾薬補給を行い、搭乗員は太平洋全域の地図を受け取った。11月14日、呉を出港して佐伯湾に入港した。18日、佐伯湾を出港。21日、択捉島の単冠湾に入港、乗組員はタラバガニを釣って英気を養った。11月26日、第八戦隊は第一航空艦隊を中心とする機動部隊と共に、真珠湾に向けて出撃した。

### 太平洋戦争緒戦
日本時間1941年（昭和16年）12月8日午前0時、艦長の岡田為次大佐は艦内神社に参拝。午前1時、利根1号機（零式水上偵察機）が本艦を発進し、淵田美津雄総飛行隊長率いる空襲部隊より一足先に真珠湾へ向かった。姉妹艦筑摩からも索敵機が発進しており、利根機と筑摩機は第一次攻撃隊より1時間前にハワイ上空に潜入し気象や湾内の状況を報告した。午前1時30分、空母6隻（赤城、加賀、蒼龍、飛龍、瑞鶴、翔鶴）より攻撃隊183機が発進、午前2時、利根2号機が所在不明の米空母を捜索し、午前5時30分に帰投した。利根1号機は、戦艦霧島のマストを超える飛沫があがるほど荒れた海への着水に失敗し、転覆して失われた。
南雲機動部隊は日本への帰路についたが、ウェーク島では島を守る少数のアメリカ軍の海兵隊によって、上陸作戦を決行した南洋部隊（指揮官：第四艦隊司令長官井上成美中将）が撃退された。ウェーク島第一次攻略作戦の失敗により南雲機動部隊に支援命令があり、第八戦隊司令官阿部弘毅少将指揮下の第八戦隊（利根、筑摩）は、第二航空戦隊司令官山口多聞少将指揮下の空母2隻（蒼龍、飛龍）、第17駆逐隊第1小隊（谷風、浦風）と共にウェーク島へ向かった。
12月21日から始まったウェーク島第二次攻略作戦では、利根・筑摩の水偵が周辺索敵と対潜哨戒のため発進する。日本軍は島に航空機地下格納庫があると推測し、陸戦隊により完全占領するしかないと考えていた。23日、日本軍はウェーク島の占領に成功する。任務を終えた第八戦隊は12月29日、呉に入港した。
1942年（昭和17年）1月9日、南太平洋における日本軍の作戦拠点を獲得すべく南雲機動部隊（赤城、加賀、翔鶴、瑞鶴）は出撃、第八戦隊（利根、筑摩）も随伴して日本を出撃した。1月15日トラック入港、17日に出港してラバウルへ向かう。1月23日、利根水上偵察機部隊がブーゲンビル島北方のブカ島を爆撃した。高橋の著作では「零式水偵1機、九五水偵3機」だが、戦闘詳報では「三座水偵2機、二座水偵1機」となっている。1月24-25日には、第八戦隊(利根、筑摩)と軽巡洋艦阿武隈が南雲機動部隊より分離し、水偵隊がアドミラルティ諸島を爆撃する。ビスマルク諸島攻略の終了によって、1月27日トラック泊地に戻った。
2月1日、マーシャル諸島に空母2隻を含むアメリカ軍機動部隊出現の報告を受けて出撃するが会敵せず、南雲機動部隊は南洋艦隊に編入されて蘭印作戦の支援に向かった。2月8日、パラオ泊地に到着し、第四戦隊(愛宕、高雄、摩耶)等と合流する。2月15日、パラオを出港して南下し、オーストラリアへ向かう。2月19日、南雲機動部隊によるポート・ダーウィン空襲を支援、空襲中に利根2号機が特設巡洋艦ヘクターを発見して日本軍攻撃隊を誘導、撃沈に貢献した。2月21日、セレベス島スターリング湾に入港した。
2月25日、スターリング湾を出港し、クリスマス島近海で行動する。3月1日、南雲機動部隊はアメリカ海軍駆逐艦エドサル(USS Edsall, DD-219)と遭遇、第八戦隊（利根、筑摩）は第三戦隊（比叡、霧島）と共に追跡したが「軽快艦艇に対する射撃は遠距離に於いては命中率不良にして意外に多量の弾丸を消費す」と述べるように、なかなかエドサルを撃沈できなかった。そこで日本空母から九九式艦上爆撃機が発進、爆撃で航行不能になったエドサルに砲撃で止めをさした。
続いて3月3日、利根水偵搭乗員の高橋によれば、利根は商船を発見し砲撃で撃沈したと述べている。なお、南雲中将司令部付の信号兵だった橋本廣(兵曹)によれば、商船モッドヨカードを攻撃した際に筑摩の砲撃が空母赤城（旗艦）の艦上を通過し、南雲中将が第八戦隊を叱責したと証言している。このエピソードも戦闘詳報によれば、駆逐艦磯風・不知火・夕暮・有明による撃沈である。3月11日、スターリング湾に戻った。
3月26日、セイロン島攻撃命令を受けてスターリング湾を出港し、オンバイ海峡を通過してインド洋に進出、スンバ島南方を西進した。4月、イギリス軍東洋艦隊の進出にともなってセイロン沖海戦が発生し、南雲機動部隊は大きな戦果をあげた。4月5日午後1時、利根の九四式水上偵察機がイギリスの重巡洋艦ドーセットシャー、コーンウォールを発見した。だが九四水偵は燃料不足のため触接を断念した。午後2時55分、零式水上偵察機(利根1号機)がイギリス軍重巡洋艦を再発見し、艦爆隊を誘導した。ドーセットシャーとコーンウォールの2隻は攻撃開始からわずか17分で沈没したという。4月9日、南雲機動部隊はイギリスの空母ハーミーズを撃沈するなどの戦果をあげたが、利根・赤城はウェリントン爆撃機(戦闘詳報や著作によってはブリストル ブレニム)の奇襲を受けている。
第八戦隊は南方作戦の終了にともなって日本本土に戻り、4月23日に舞鶴着。舞鶴海軍工廠で各部の修理を行う。5月16日、舞鶴出港。翌日、柱島泊地に集合する。

### アメリカ軍機動部隊との激戦
1942年（昭和17年）6月上旬、第八戦隊は第一航空艦隊司令長官南雲忠一中将の指揮下、南雲機動部隊（第一航空戦隊《赤城、加賀》、第二航空戦隊《飛龍、蒼龍》、第三戦隊第2小隊《榛名、霧島》、第八戦隊《利根、筑摩》、第十戦隊《長良、谷風、浦風、浜風、磯風、風雲、夕雲、巻雲、秋雲〔燃料補給部隊護衛〕、嵐、野分、萩風、舞風》）としてミッドウェー海戦に参加する。この時、利根のカタパルトが故障し利根4号機（甘利一飛曹、大熊一等飛行兵）の発進が30分遅れ日本海軍敗北の一因となったとする文献がある。
後年の研究では、筑摩1号機（黒田信大尉）は米軍機動部隊の上空を飛んでいたが、雲量のため発見できなかった（第一次攻撃隊隊長友永丈市大尉が「第二攻撃の要ありと認む」を発信する前）。また利根4号機の発進が遅れたからこそアメリカ艦隊を発見できたのであり、定時に発進していたらかえって発見できなかった可能性が高いと言われている。また土井美二中佐（当時の第八戦隊参謀。利根座乗）は利根4号機のコンパスが狂っており、このためアメリカ艦隊を発見できた可能性を指摘している。後日、甘粕少尉は夜間索敵に出撃して戦死した（1945年5月13日）。
ミッドウェー海戦後にアリューシャン作戦を支援した。6月24日、内地（大湊）に帰投した。
7月14日、原忠一少将が第八戦隊司令官となった。北方作戦支援を終えた第八戦隊（利根、筑摩）は桂島泊地を経て舞鶴に回航され、7月16日帰港。修理と整備に従事した。この時利根の右舷前機タービンに故障が見つかり、応急措置を行った結果、合計出力は152000馬力から148500馬力に減少した。
8月6日、第八戦隊（利根、筑摩）は舞鶴を出発。その後、ガダルカナル島の戦い生起にともないソロモン諸島方面へ進出。第二次ソロモン海戦や南太平洋海戦に参加した。
第二次ソロモン海戦では、分遣隊（空母《龍驤》、第八戦隊《利根》、第16駆逐隊《天津風、時津風》）として参加、利根甲板の水上偵察機より偽電を発信した。その後、8月24日の対空戦闘に参加、龍驤の沈没に遭遇した。
南太平洋海戦では第十一戦隊司令官阿部弘毅少将が指揮する機動部隊前衛部隊（戦艦《比叡、霧島》、重巡《筑摩、利根、鈴谷》、軽巡《長良》、駆逐艦《谷風、浦風、磯風、秋雲、風雲、巻雲、夕雲》）として行動。本海戦で筑摩が大破、内地に回航し修理と整備に従事した。

### 昭和18年の行動
1943年1月、ガダルカナル島撤退作戦の牽制として「利根」はカントン島西方450浬付近で偽電を発することとなり、1月19日にトラックを発して1月22日にヤルートに到着。翌日ヤルートを出港し、偽電を発した後1月27日にヤルートに戻った。「利根」は2月2日にヤルートを出港すると、再び偽電の発信を行い、2月7日にトラックに戻った。
2月15日、利根は重巡洋艦「鳥海」、第三戦隊（金剛、榛名）、空母「隼鷹」、「冲鷹」、水上機母艦「日進」、駆逐艦「時雨」、「大波」、「黒潮」、「陽炎」、「嵐」と共にトラック泊地を出港し内地へ向かった。
だが悪天候のため航空隊を収容できなかった「隼鷹」、「陽炎」、「黒潮」のみトラックへ引き返した。
「利根」、「日進」は舞鶴に帰投（「利根」は21日着、「日進」は24日着）。
同地で入渠各艦（那珂、龍田、霞、不知火、初春、日進、太刀風、刈萱）等と共に修理と整備に従事する。
3月15日、第八戦隊司令官は岸福治少将に交代。翌日、「利根」は舞鶴を出発し、修理を終えた筑摩と合流する。
3月22日、第八戦隊は空母「隼鷹」、「飛鷹」、駆逐艦「夕暮」、「陽炎」、「初月」、「涼月」と共に内地を出発、3月27日にトラックへ到着した。第八戦隊は5月17日、戦死した山本五十六連合艦隊司令長官の遺骨を載せた戦艦「武蔵」、「金剛」、「榛名」、空母「飛鷹」、駆逐艦「海風」、「有明」、「時雨」、「初月」、「涼月」と共にトラック泊地を出発。5月22日、横須賀帰着（武蔵のみ木更津冲入泊）。
各艦はアッツ島の戦いにより北方作戦に備えたが、同島守備隊は5月29日に玉砕した。
7月、第八戦隊（「利根」、「筑摩」）と第十戦隊（「阿賀野」、駆逐艦5隻）、重巡洋艦「最上」、軽巡洋艦「大淀」、水上機母艦「日進」からなる第一部隊は陸軍南海第四守備隊の第一次進出部隊を輸送した。陸軍部隊を乗せた第一部隊は7月10日に空母「翔鶴」、「瑞鶴」などとともに内海西部を出発し、7月15日にトラックに到着。それからラバウルへ向かい、7月21日に着いた。その先の輸送は第十戦隊と「日進」により行われたが、その際「日進」が沈んでいる。その後、ラバウルに残された第四駆逐隊以外は7月26日にトラックに戻った。
10月16日、利根の機関室タービンに故障が見つかり、第八戦隊旗艦を筑摩に移した。利根はトラック泊地で応急修理をおこなったものの、10月28日に再調査したところ別の機械にも破損を発見した。前線での修理は不可能と判断され、10月31日に日本・呉工廠へ向け出発した。
戦艦2隻（伊勢、山城）、空母2隻（隼鷹、雲鷹）、巡洋艦2隻（利根、龍田）、護衛駆逐艦（第24駆逐隊《海風、涼風》、第17駆逐隊《谷風》、第7駆逐隊《曙》）という編制である。
11月5日朝、隼鷹が日本近海でアメリカの潜水艦ハリバットから雷撃され、魚雷1本を艦尾に被雷して直進不能となった。このため、利根は隼鷹を曳航、11月6日呉に到着した。
修理は12月14日に完了。陸軍部隊のカビエンへの輸送（戊号輸送）に参加することとなり、利根は第五戦隊（重巡妙高、重巡羽黒）、駆逐艦白露、駆逐艦藤波と共に「戊二号輸送部隊」となった。呉で陸軍部隊を乗せた戊二号輸送部隊は12月24日に内海西部を出撃し、12月29日にトラックに到着。

### 昭和19年の行動
1944年（昭和19年）1月1日、第八戦隊は解体され、利根と筑摩は重巡熊野、重巡鈴谷のいる第七戦隊（西村祥治中将）に編入した。戊二号輸送部隊は1月2日にトラックを出撃し、4日にカビエンへの揚搭を行った。利根では黛艦長が小銃をまとめて運ぶよう陸軍側と交渉するなどしていて、第五戦隊の半分ほどの時間で作業を終了した。1月5日、戊二号輸送部隊はトラックに戻った。
1月25日附で利根は敷島部隊に編入され、2月1日、トラック泊地出撃。2月3日（4日とも）、パラオ入港。16日、パラオを出発。シンガポールに向け移動し、21日にリンガ泊地到着。利根と筑摩は南西方面艦隊（司令長官高須四郎中将）の指揮下に入り、27日にリンガ泊地を出撃。スマトラ島南東方のバンカ泊地へ移動、重巡青葉でインド洋方面通商破壊作戦（サ号作戦）の打ち合わせを行った。
1944年（昭和19年）3月2日、第七戦隊（利根、筑摩）はバンカ泊地を出撃。重巡3隻（青葉、利根、筑摩）、軽巡2隻（大井、鬼怒）、駆逐艦数隻（敷波、浦波、天霧）等でサ号作戦に従事する。
日本軍の船舶不足を補うため、連合国軍の商船を拿捕することを作戦目標としていた。
中央が青葉、右が利根、左が筑摩という横一列陣形で索敵中、3月9日午前11時30分にイギリスの武装商船ビハール号（ベハー号）と遭遇した。拿捕を試みた利根はアメリカ巡洋艦に偽装して接近。
ビハール号武装射程圏外の距離9000mで軍艦旗を掲げ停船命令を発したがビハール号は救難信号を発信しつつ逃走を試み、拿捕を諦めた利根は同船を砲撃で撃沈した。沈没現場で生存者115名を救助した（戦闘詳報によると104名または129名）。
3月15日、利根はバタビアに入港。サ号作戦部隊における戦果はビハール号の撃沈のみであった。サ号作戦を指揮した南西方面艦隊は捕虜の処刑命令を出しており、黛治夫艦長は捕虜35名をバタビアへ送ったものの、サ号作戦が終了し約80名の処遇が宙に浮いた。3月18日にジャワ島バタビア(ジャカルタ)を出港してシンガポールへ回航。3月19日、艦上で捕虜を虐殺するビハール号事件が発生した。
3月25日、第七戦隊司令官は白石萬隆少将に交代。
利根はリンガ泊地およびタウイタウイ泊地で待機。機動部隊に所属しマリアナ沖海戦（1944年6月）に参加した。海戦では利根が所属する前衛部隊が小沢機動部隊本隊の攻撃隊を誤射、利根も誤射した。6月24日、内地帰投。射出された利根偵察機は各地を転々とし、7月中旬になって母艦に戻ってきたという。
7月8日、陸軍部隊輸送を兼ねて内地を出撃。陸軍輸送物資を積載した戦艦部隊（大和、武蔵、長門、金剛）、重巡熊野等を護衛してリンガ泊地へ向かった。14日午前3時頃、駆逐艦五月雨が悪天候の中で落伍し、行方不明となった。五月雨は捜索に出た利根に発見されて艦隊に戻った。
10月、第七戦隊は捷一号作戦に参加。10月22日、ブルネイを出港した。10月23日朝、栗田艦隊はパラワン島沖でアメリカの潜水艦2隻（ダーター、デイス）から襲撃され、重巡2隻（愛宕、摩耶）が沈没したが、利根に被害はなかった。
10月24日、シブヤン海にて栗田艦隊はアメリカ軍機動部隊（第38任務部隊）艦載機の空襲を受け、第一遊撃部隊・第二部隊（第三戦隊《金剛、榛名》、第七戦隊《熊野、鈴谷、筑摩、利根》、第十戦隊《矢矧、浦風、浜風、磯風、雪風、野分、清霜》）は旗艦（指揮官鈴木義尾第三戦隊司令官、金剛座乗）を中心とする輪形陣を形成。利根は中心（金剛）の斜め左后方2kmに配置された。
一連の戦闘で武蔵が沈没し、損傷を受けた3隻（妙高、浜風、清霜）が艦隊から離脱した。
戦闘中、黛艦長は第二部隊（第三戦隊）司令部に「武蔵を掩護する必要ありと認む」と意見具申した結果、武蔵への掩護を命じられる。利根では武蔵掩護中に爆弾1発が命中したが不発、小型爆弾の被害も限定的だった。利根と共に武蔵掩護中の清霜にも爆弾が命中して速力低下をきたした。日没後、黛（利根艦長）は原隊復帰を幾度か意見具申、栗田長官より下令があり第二部隊に復帰した。
10月25日、利根はサマール沖海戦に参加。護衛空母から発進した戦闘機や雷撃機の妨害に悩まされ、機銃掃射により黛も負傷した。408発の主砲弾を発射、うち7発を敵艦に命中させた（黛はさらに命中していたと主張）。利根は空母ガンビア・ベイの至近距離まで進出し、砲撃で撃沈した。利根は漂流するガンビア・ベイ生存者達の至近距離を通過したが、機銃掃射することなく、利根乗組員は敬礼して米兵を見送った。戦後、黛治夫艦長はガンビアベイ生存者会に、同艦の奮戦を称える手紙を送っている。
一方、米艦隊の反撃により、第七戦隊では重巡3隻（熊野、鈴谷、筑摩）が落伍。第二艦隊長官栗田健男中将から反転命令がでると、黛艦長は第五戦隊司令官橋本信太郎少将に「現状、砲撃中の敵空母を追撃すべき」を意見具申しようとしたが、最終的に断念した。つづいて酸素魚雷の誘爆により大火災となった鈴谷より白石第七戦隊司令官を受け入れる。利根は鈴谷の救援のためカッターボートを派遣した。利根短艇乗組員11名は駆逐艦沖波に救助されたが、同艦における対空戦闘で4名が戦死した。
一方、第七戦隊旗艦となった利根では午後1時40分頃、爆弾1発が後部に命中し一時舵故障となるが復旧に成功した。
本海戦における戦死者は19名（愛宕乗員2名を含む）、負傷者81名と記録されている。
レイテ沖海戦後、栗田艦隊はブルネイに退避していた。利根は駆逐艦島風に便乗中だった摩耶生存者を受け入れ、内地に戻ることになった。損傷のため、速力は20ノットに制限されていたという。
利根は輸送任務のためマニラへ向かう空母隼鷹、軽巡木曾、第30駆逐隊（夕月、卯月）と合流。11月10日、隼鷹輸送隊はマニラで木曾と駆逐艦時雨を入れ替え、内地へむかった。隼鷹隊と別れた利根は11月17日に舞鶴へ戻った。舞鶴海軍工廠で損傷箇所の修理と機銃の増設を行う。残存重巡2隻（利根、熊野）となった第七戦隊は11月21日附で解隊された。

### 昭和20年以降の行動
1945年（昭和20年）1月1日附で利根は練習艦に指定される。同日附で利根は呉練習戦隊（司令官堀江義一郎少将）に編入した。呉練習戦隊は4隻（利根、磐手、出雲、八雲）となる。
2月15日、戦隊に軽巡大淀が加わった18日、舞鶴港を出港し、20日に呉に到着した。
3月19日、利根は海軍兵学校練習艦として呉にて停泊中、アメリカ第58任務部隊による空襲で至近弾1発を受け、三番砲塔が使用不能となった。江田島湾の津久茂沖合に錨泊したのち、大破着底した場合に備えて能美島の海岸付近に移動する。松や小枝などで偽装を施した。
7月24日、第38任務部隊によって再度空襲を受け、左舷中央部に直撃弾を受ける（呉軍港空襲）。7月28日にも再度空襲を受け、アメリカ軍艦載機の空襲により左舷後部に直撃弾2発と至近弾6発を受けた。左舷後部の直撃弾は1000ポンド爆弾で、地上施設破壊用の瞬発信管であり、利根の水平装甲板を貫通せずに爆発したが被害は甚大であり、至近弾もあいまって大浸水をきたした。一時は左舷に20度以上傾斜したが、対岸の海軍兵学校などからも応援を呼んでダメージコントロールに努め、転覆を防ぐため注水作業を実施。7月29日に着底。終戦を迎えた。
アメリカ軍による調査実施後、利根は同年11月20日に除籍された。1947年（昭和22年）4月7日から播磨造船所呉船渠により解体に着手。「利根」は左に10.5度傾斜、後トリム6mで、満潮時には上部構造物以外水につかる状態であった。左舷には長さ30m、高さ14mの破孔があり、それを塞ぐなどした後、80万トンを排水して1948年（昭和23年）5月4日に浮揚に成功した。同年9月30日、解体完了。利根の解体をもって呉地区沈没艦の解体は完了した。

## 兵装変遷
利根型重巡洋艦は開戦の時点で最新鋭巡洋艦であり戦没まで大規模な改装はなかった。しかしながら戦時中には戦訓によりレーダー（電探）の装備と対空機銃の増備を実施している。以下にその変遷を記述するが、いずれも推定であることに注意。
- 1943年（昭和18年）2月 後部予備指揮所両側に25mm連装機銃各1基増備、21号電探装備（前檣）
- 同年12月ころ 25mm連装機銃4基を同3連装機銃に交換。その他に13mm機銃4挺があったとされる。
- 1944年（昭和19年）6月以降、マリアナ沖海戦の戦訓により機銃の大幅な増備。25mm3連装機銃4基、同単装25挺を増備。また22号電探2基（前檣）、13号電探1基（後檣）を装備する。
- 1945年（昭和20年）2月 レイテ沖海戦の損傷修理において後甲板に25mm3連装4基を追加。同単装は若干減少し21挺（もしくは18挺）とした。レーダーは21号を撤去し、代わりに22号を1基増備した。

最終時の機銃とレーダーは、
- 25mm3連装機銃14基、同連装2基、同単装21挺（もしくは18挺）。合計67挺。
- 電探：22号3基、13号1基。

とされている。

## 歴代艦長
※『艦長たちの軍艦史』122-125頁、『日本海軍史』第9巻・第10巻の「将官履歴」に基づく。

### 艤装員長
1. 龍崎留吉 大佐：1937年11月21日[208] - 1938年11月1日[209]
2. 原鼎三 大佐：1938年11月1日[209] - 1938年11月20日[210]

### 艦長
1. 原鼎三 大佐：1938年11月20日[210] – 1939年11月15日[211]
2. 大西新蔵 大佐：1939年11月15日[211] – 1940年10月15日[212]
3. 西田正雄 大佐：1940年10月15日[212] – 1941年9月10日[213]
4. 岡田為次 大佐：1941年9月10日[213] – 1942年7月14日[76]
5. 兄部勇次 大佐：1942年7月14日[76] – 1943年12月1日[214]
6. 黛治夫 大佐：1943年12月1日[214] – 1945年1月6日[215]
7. 岡田有作 大佐：1945年1月6日[215] - 1945年8月15日[216]

## 同型艦
- 筑摩 [II]

## 慰霊碑と資料館
広島県江田島市能美町中町には「軍艦利根戦没者慰霊碑」が建立されており、隣接して軍艦利根資料館が設けられている。資料館では、利根の舵輪、副碇、信号燈、コンパスなどの遺品（装備品）や精密なミニチュア模型などが展示されている。

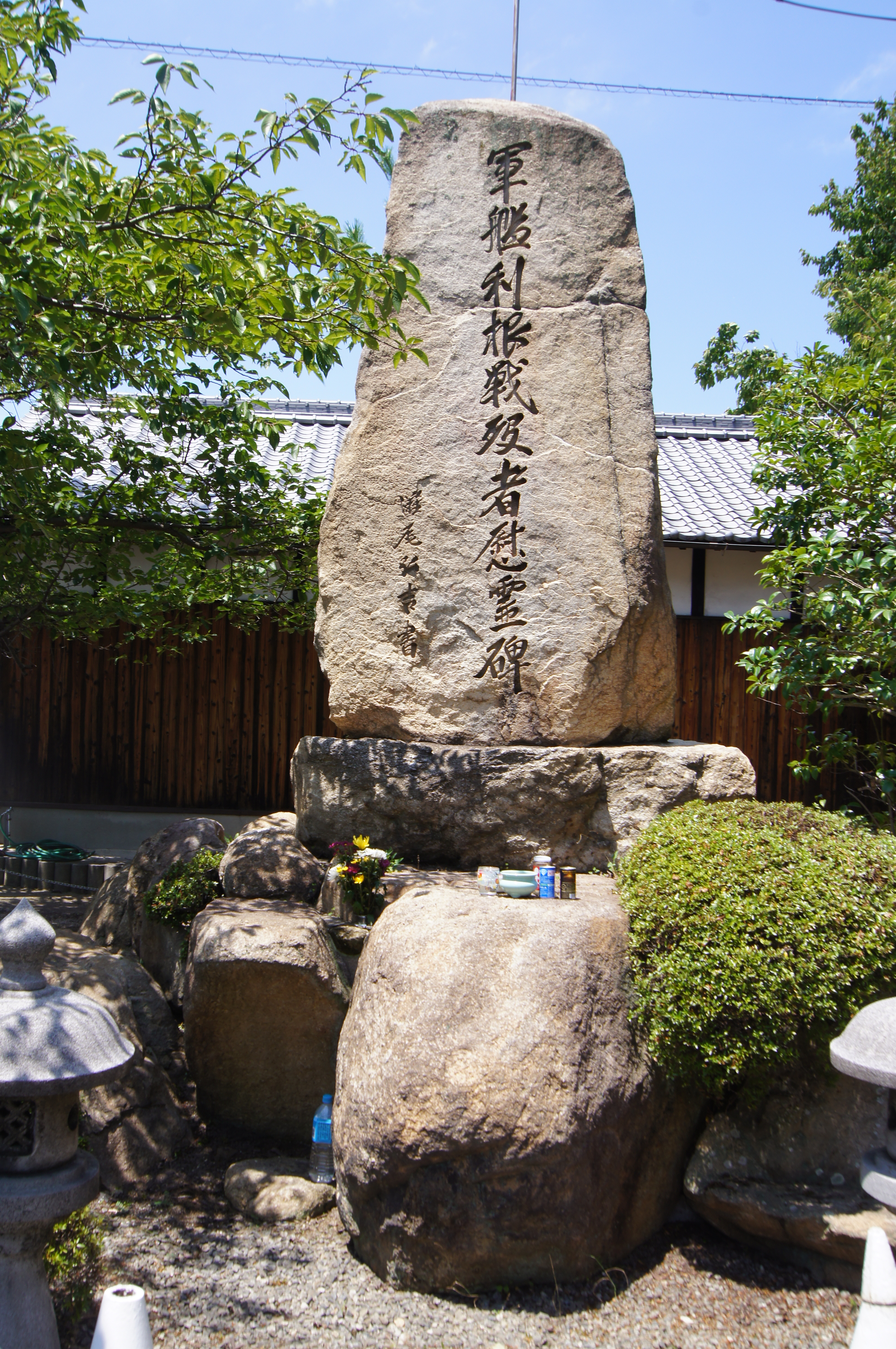
利根の慰霊碑
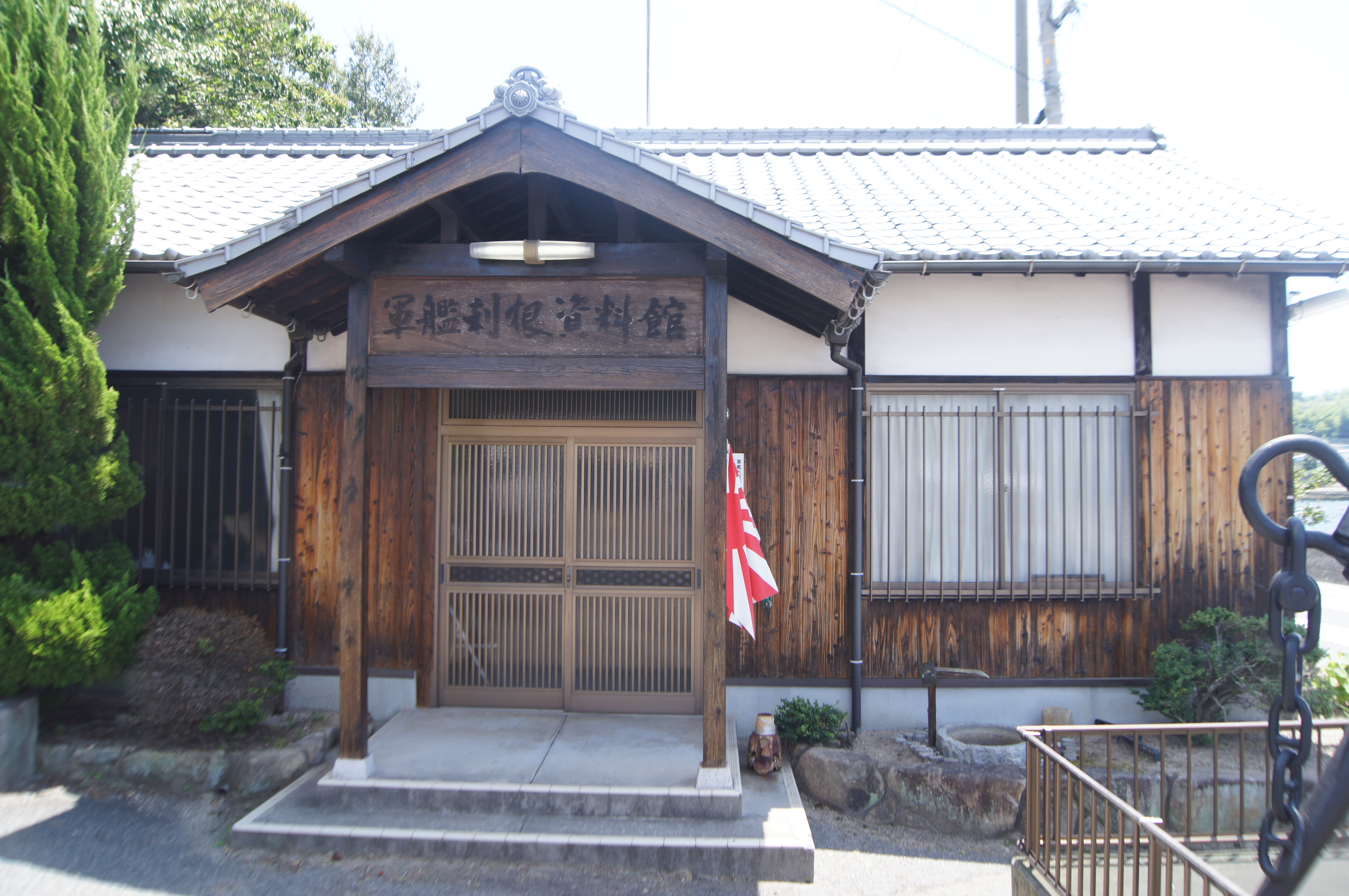
軍艦利根資料館
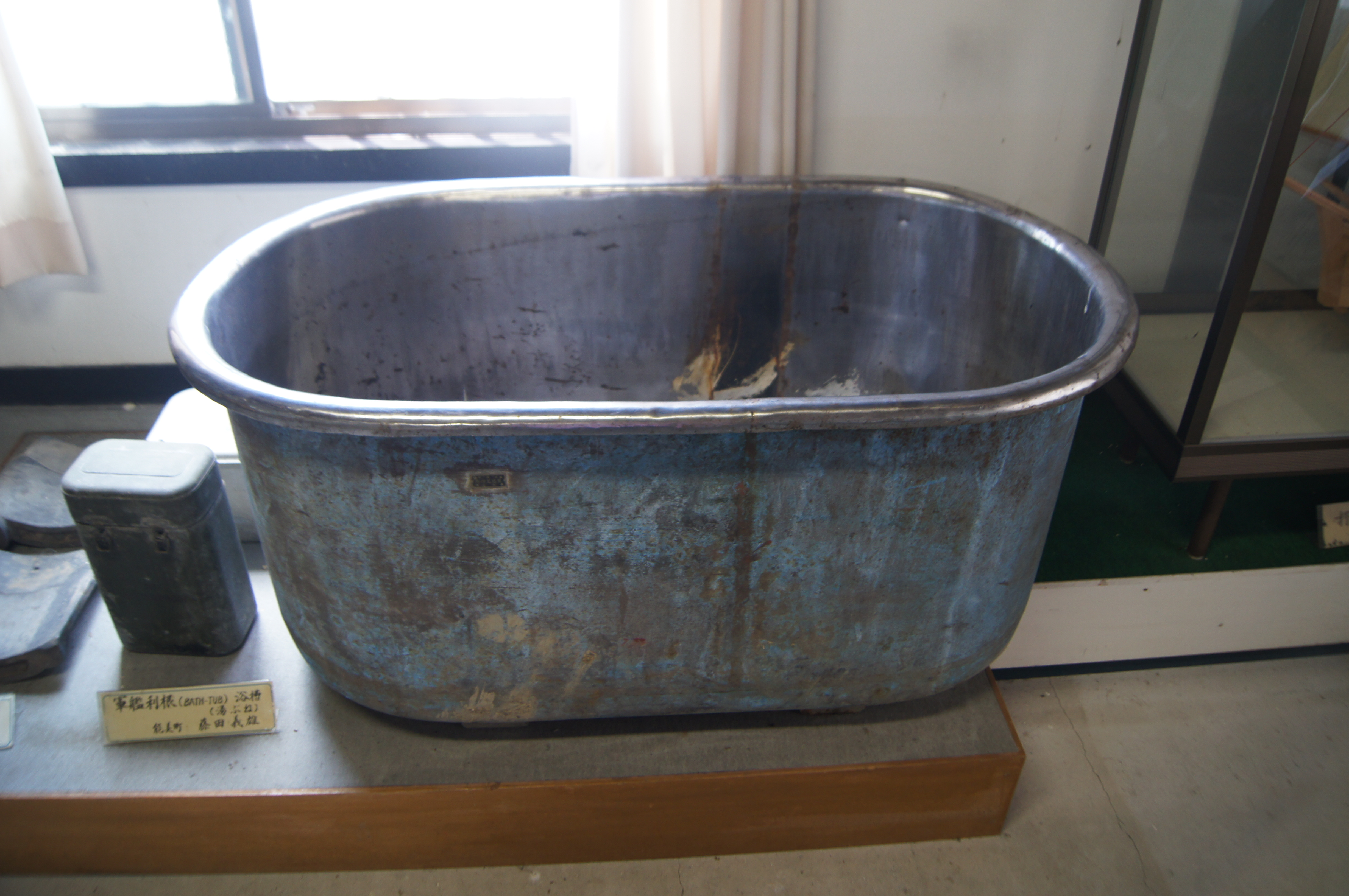
艦内で使われていた浴槽